# Trận Kramatorsk
Trận Kramatorsk là một cuộc đấu tranh cố thủ giữa Lực lượng Vũ trang Ukraina và phe ly khai thân Nga liên kết với Cộng hòa Nhân dân Donetsk diễn ra từ ngày 12 tháng 4 đến ngày 5 tháng 7 năm 2014 trên lãnh thổ Ukraina. Trong thời kỳ bất ổn gia tăng ở Ukraina sau cuộc cách mạng Ukraina 2014, thành phố Kramatorsk ở tỉnh Donetsk nằm dưới sự kiểm soát của Cộng hòa Nhân dân Donetsk ly khai vào ngày 12 tháng Tư. Trong nỗ lực chiếm lại thành phố, chính phủ Ukraina đã phát động một cuộc phản công chống lại phe ly khai, những người đã chiếm các vị trí trong thành phố. Các đơn vị quân đội DPR đã rút khỏi thành phố vào ngày 5 tháng 7, cho phép các lực lượng Ukraina sau đó chiếm lại thành phố, chấm dứt tình trạng bế tắc.
Trong quá trình chiến đấu, các xưởng của nhà máy Enerermoashspetsstal và nhà máy máy móc hạng nặng Kramatorsk đã bị phá hủy một phần, khoảng 50 người chết.

## Các sự kiện

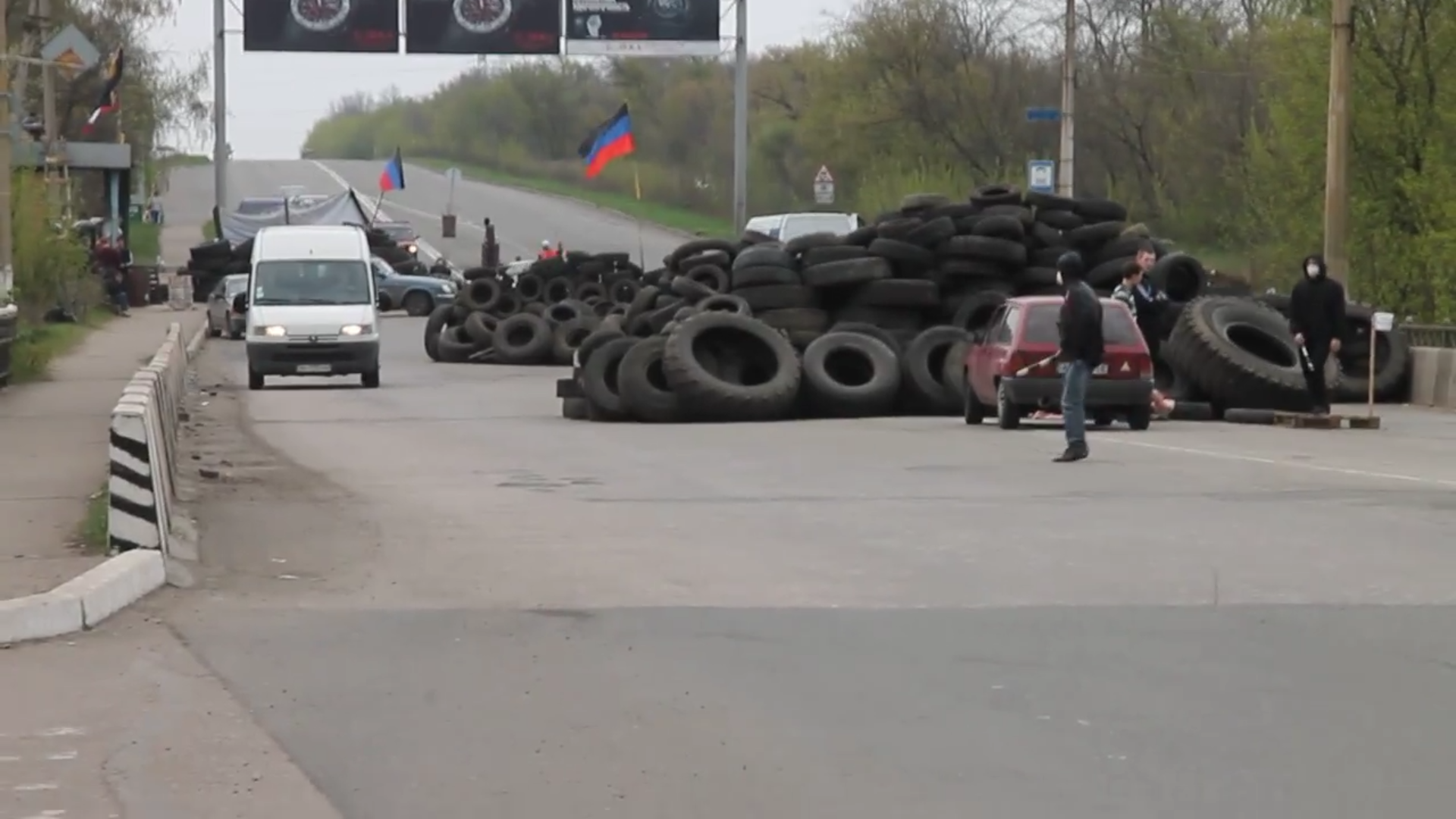
Điểm kiểm soát của DPR tại Kramatorsk vào ngày 19 tháng 4 năm 2014

Cuộc đụng độ bắt đầu vào ngày 12 tháng 4, khi một nhóm người ly khai từ Dân quân Donbass cố gắng chiếm giữ một đồn cảnh sát. Một vụ nổ súng với cảnh sát theo sau, cuối cùng dẫn đến việc bắt giữ tòa nhà bởi những kẻ ly khai. Sau khi chiếm được tòa nhà, họ xé quốc huy ra khỏi tòa nhà, và giơ cờ của Cộng hòa Nhân dân Donetsk.
Những người nổi dậy sau đó đã đưa ra tối hậu thư tuyên bố rằng nếu thị trưởng thành phố và cấp dưới của ông không tuyên thệ trung thành với Cộng hòa Nhân dân Donetsk vào thứ Hai, họ sẽ "tiếp quản hội đồng thành phố". Một đám đông những người ly khai sau đó đã tập hợp xung quanh tòa nhà hội đồng thành phố, tiến vào đó và giương cao lá cờ của Cộng hòa Nhân dân trên đó. Một đại diện của Cộng hòa Nhân dân Donetsk đã nói chuyện những người dân địa phương bên ngoài đồn cảnh sát bị chiếm, nhưng đã bị đám đông tiêu cực phản đối. Ở ngoại ô thành phố, một số quân nổi dậy đã thiết lập một trạm kiểm soát gần một sân bay quân sự địa phương.
Tuy nhiên, đến ngày 15 tháng 4, chính phủ chuyển tiếp Ukraina đã phát động một cuộc phản công chống lại quân nổi dậy ở tỉnh Donetsk. Lực lượng mặt đất Ukraina đã tấn công trạm kiểm soát nổi dậy tại sân bay, và sau đó giành lại quyền kiểm soát sân bay. Người ta ước tính rằng từ bốn đến mười một quân nổi dậy đã bị giết trong vụ tấn công.

### Phản công đầu tiên của chính phủ

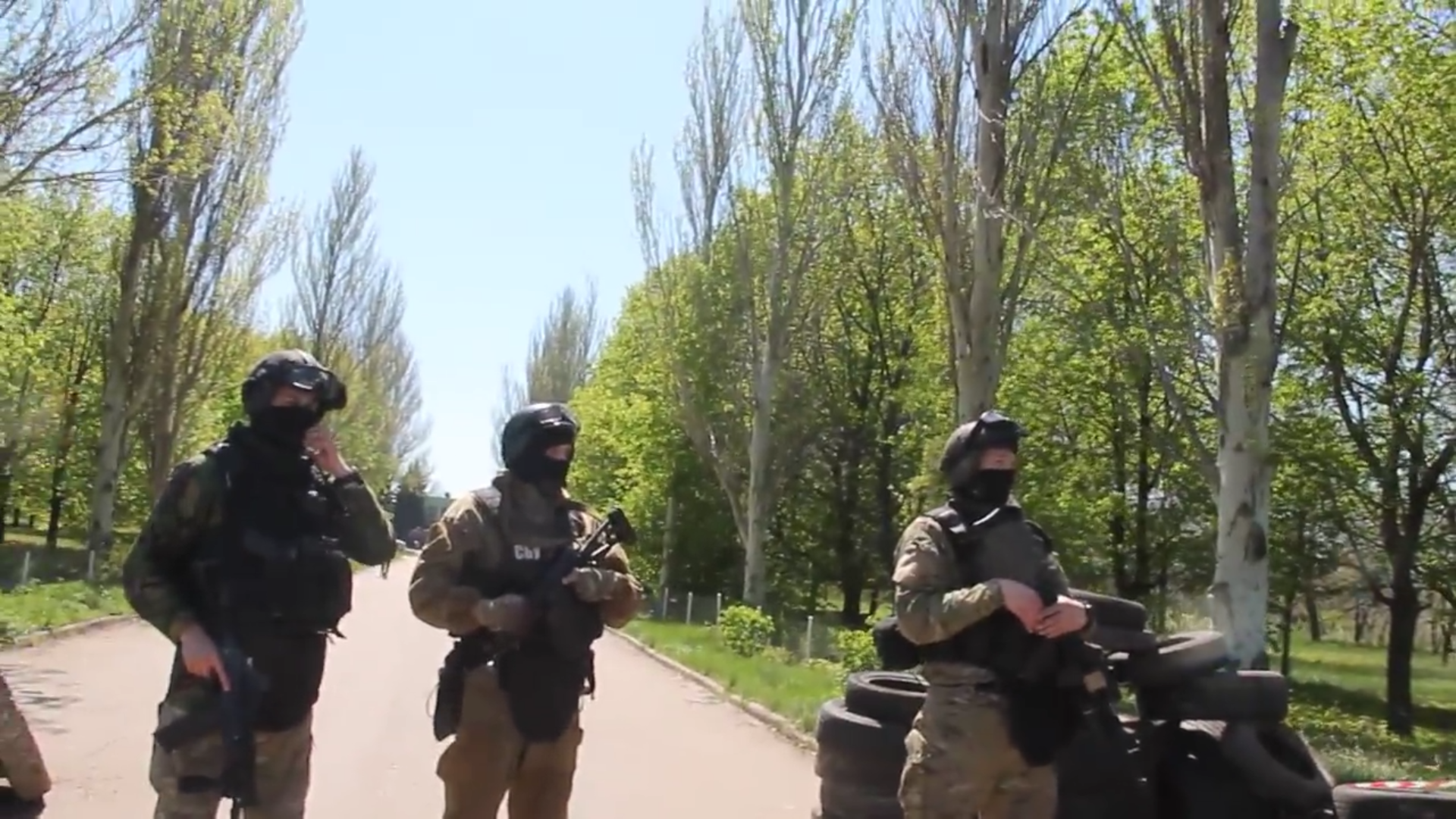
Các nhân viên SBU chặn một khu vực ở Kramatorsk vào ngày 25 tháng 4 năm 2014

Tuy nhiên, đến ngày 15 tháng 4, chính phủ chuyển tiếp Ukraina đã phát động một cuộc phản công chống lại quân nổi dậy ở tỉnh Donetsk. Lực lượng mặt đất Ukraina đã tấn công trạm kiểm soát nổi dậy tại sân bay, và sau đó giành lại quyền kiểm soát sân bay. Người ta ước tính rằng từ bốn đến mười một quân nổi dậy đã bị giết trong vụ tấn công. Lực lượng nổi dậy đã thực hiện một nỗ lực khác để chiếm sân bay vào ngày 16 tháng 4, nhưng các lực lượng đặc nhiệm Ukraina đang bảo vệ sân bay kể từ khi mới chiếm lại đã nhanh chóng đẩy lùi quân ly khai đi và bắt được một số tù nhân. Quân đội Ukraina báo cáo đã chứng kiến hàng trăm thường dân và những người có vũ trang tập trung bao vây bên ngoài quanh sân bay. Trong cuộc phản công của Ukraina vào ngày 16 tháng 4, sáu xe bọc thép của Ukraina đang đi qua Kramatorsk đã bị quân nổi dậy bắt giữ. Những phương tiện bị bắt này sau đó được gửi đến để củng cố các vị trí của Dân quân Donbass ở Sloviansk, nơi bị lực lượng chính phủ bao vây nặng nề. Những kẻ nổi dậy sau đó đã đề nghị trao đổi con tin, bao gồm cả cảnh sát trưởng địa phương, để đổi lấy vũ khí.

### Cuộc phản công thứ nhì của chính phủ

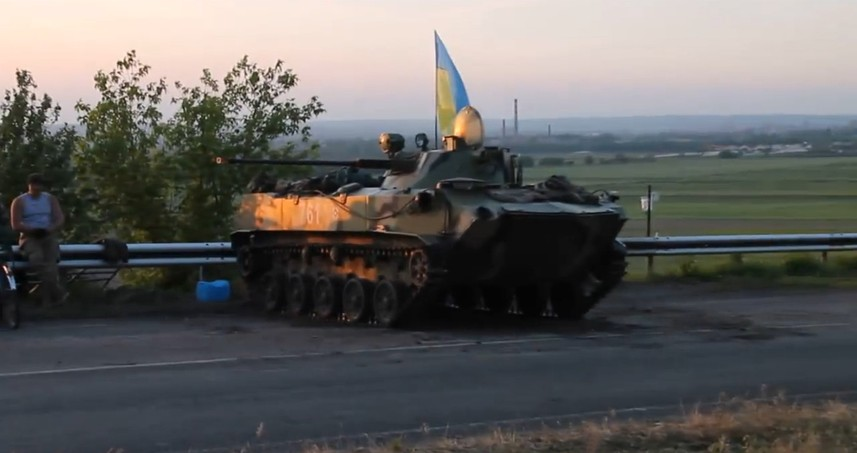
Lính nhảy dù Ukraina ngồi trên rào cản với BMD-2 giữa Kramatorsk và Sloviansk vào ngày 11 tháng 5 năm 2014

Các lực lượng chính phủ tập trung chủ yếu vào Sloviansk trong vài ngày tới. Tuy nhiên, vào ngày 25 tháng 4, một máy bay trực thăng quân sự tại sân bay Kramatorsk đã phát nổ sau khi thùng nhiên liệu của nó bị bắn trong khi nó đang cất cánh. Những kẻ nổi dậy đã nhận trách nhiệm về vụ tấn công, và nói rằng họ đã bắn trúng trực thăng bằng RPG trong một cuộc phỏng vấn với truyền thông Nga. Dmitry Tymchuk, một chuyên gia quốc phòng và giám đốc của Trung tâm nghiên cứu chính trị và quân sự ở Kiev, nói với các phóng viên rằng phi công Mi-8 đã trốn thoát với những vết thương nhẹ. Một chiếc máy bay vận tải cũng đã bị phá hủy.
Sau khi chiếm lại được nhiều tòa nhà trước đây bị chiếm đóng ở Sloviansk trong một cuộc tấn công mới, lực lượng Ukraina đã chiếm được một tháp truyền hình ở Kramatorsk vào ngày 2 tháng 5. Một cuộc đụng độ giữa quân đội Ukraina và các chiến binh nổi dậy chỉ sau một đêm vào ngày 2 tháng 3 đã dẫn đến cái chết của mười nhà hoạt động thân Nga và khiến ba mươi người bị thương, theo một nhà lãnh đạo tự vệ thân địa phương. Trong cuộc chiến, quân đội Ukraina đã có thể loại bỏ quân nổi dậy khỏi tòa nhà của Cơ quan An ninh Ukraina (SBU) mà họ đang chiếm giữ. Các trận chiến trên đường phố đã nổ ra và truyền thông Nga đưa tin rằng thành phố này hầu hết nằm dưới sự kiểm soát của lực lượng Ukraina, chỉ còn lại quảng trường thành phố dưới sự kiểm soát của Nga. Tuy nhiên, vào ngày hôm sau, tòa nhà đã bị các lực lượng chính phủ bỏ rơi, thay vì được củng cố, và lá cờ của Cộng hòa Nhân dân Donetsk vẫn tung bay ngay cả sau khi quân nổi dậy bị đẩy lui.
Việc đẩy lùi này không kéo dài lâu, vì quân đội Ukraina đột ngột rút về vị trí của họ tại sân bay quân sự vào ngày 4 tháng 5. Phiến quân sau đó đã chiếm lại tòa nhà SBU và đồn cảnh sát đã bị lực lượng Ukraina bỏ rơi. Vào ban ngày, các cuộc đụng độ nổ ra giữa quân nổi dậy và một nhóm quân đội trên một con đường gần Kramatorsk, khiến một dân thường thiệt mạng.
Một đơn vị quân đội Ukraina đã bị phục kích gần Kramatorsk bởi khoảng ba mươi binh sĩ DPR vào ngày 13 tháng 5. Cuộc phục kích được bắt đầu khi lực lượng DPR bắn một quả tên lửa không điều khiển bằng súng phóng lựu RPG vào một xe bọc thép chở quân lính dù, khiến chiếc xe phát nổ. Nhiều binh sĩ đã bị thương trong cuộc giao tranh sau đó, và bảy binh sĩ đã thiệt mạng, cùng với một chiến binh ly khai. Một pháo tự hành của chính phủ cũng bị phá hủy trong giao tranh.
Là một phần của chiến dịch quân sự đang diễn ra xung quanh Kramatorsk, quân đội đã phá hủy một nơi ẩn náu ly khai trong một khu rừng gần thành phố và bắt giữ ba binh sĩ DPR, vào ngày 15 tháng 5.

### Giao tranh tiếp tục

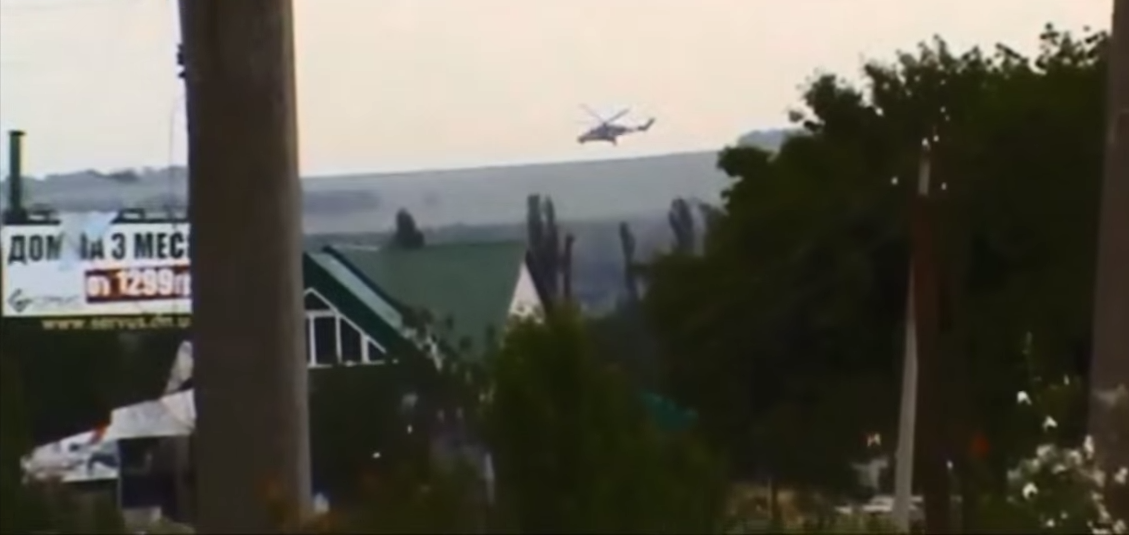
Hai chiếc Mil Mi-24 của Không quân Ukraina ở vùng ngoại ô Semenivka do DPR kiểm soát vào ngày 3 tháng 6 năm 2014 trong một cuộc tấn công

Giao tranh tiếp tục vào ngày 2 tháng 6, ở ngoại ô Kramatorsk, khiến ba người thiệt mạng. Một sự kiện quan trọng hơn đã diễn ra vào ngày 14 tháng 6, khi chính phủ Ukraina tiến hành một cuộc không kích vào các vị trí nổi dậy ở Kramatorsk. Họ nói rằng họ đã giết ít nhất năm mươi quân nổi dậy.
Các chiến binh thân Nga đã tấn công một trạm kiểm soát quân đội gần Kramatorsk vào ngày 27 tháng 6 và chiếm được nó. Tuy nhiên, ngay sau đó các lực lượng chính phủ tiến hành một cuộc phản công và tìm cách chiếm lại trạm kiểm soát. Cuộc giao tranh khiến bốn binh sĩ thiệt mạng và năm người bị thương. Trong cuộc tấn công đó, quân nổi dậy đã sử dụng tám xe tăng và súng cối. Bốn xe pháo tự hành của chính phủ và một súng cối đã bị phá hủy trong trận chiến. Dmitry Tmchuk  đã báo cáo rằng một trong những xe tăng của phe ly khai đã bị phá hủy, và một chiếc bị bắt giữ, trong khi số lượng binh sĩ bị thương không xác định được và không có xác minh nào từ phe ly khai.
Một chiếc xe buýt thành phố đã bị tiếng súng vào ngày 1 tháng 7, khiến bốn thường dân thiệt mạng và năm người bị thương. Các lực lượng chính phủ đã chiếm được thành trì của Sloviansk từ quân nổi dậy vào ngày 5 tháng 7, buộc họ phải rút lui về Kramatorsk. BBC News báo cáo rằng các nhân chứng đã nhìn thấy quân nổi dậy từ bỏ trạm kiểm soát ở Kramatorsk. Sau đó cùng ngày, thủ tướng DPR Alexander Borodai xác nhận rằng quân nổi dậy đã rút khỏi Kramatorsk, và rút lui về thành phố thành phố Donetsk. Các lực lượng Ukraina sau đó giành lại quyền kiểm soát thị trấn và giương cờ Ukraina trên tòa nhà hành chính thành phố. Chính quyền thành phố Kramatorsk nói rằng ít nhất năm mươi người đã thiệt mạng trong trận chiến, và hai mươi hai người vẫn ở lại bệnh viện kể từ ngày 8 tháng 7 vì những thương tích trong cuộc chiến.

### Hệ quả
Các lực lượng quân đội Ukraina, cũng như SBU đã nắm quyền kiểm soát ngôi làng Semenivka vào ngày 7 tháng 7 năm 2014, sau một cuộc truy quét an ninh của mình.